# Ninghai
Ninghai är ett härad i östra Kina, och tillhör Ningbos subprovinsiella stad i provinsen Zhejiang.
Befolkningen uppgick till 518 186 invånare vid folkräkningen år 2000, varav 153 398 invånare bodde i centralorten. Häradet har kustpartier mot Östkinesiska havet, och täcker ett landområde mellan Xiangshanviken i norr och Sanmenbukten i söder. Ninghai var år 2000 indelat i femton köpingar (zhèn) och fyra socknar (xiāng).